# 愛德加·凱西
愛德加·凱西（英語：Edgar Cayce，/ˈkeɪsiː/，1877年3月18日—1945年1月3日）是一名美國的知名透視者，他聲稱自己在恍惚狀態下能說出來自高我的聲音。他的話由他的朋友艾爾·雷恩（Al Layne）、妻子格特魯德·埃文斯（Gertrude Evans）以及後來的秘書格拉迪斯·戴維斯·特納（Gladys Davis Turner）記錄下來。在會議期間，凱西會回答關於療癒、轉世、夢境、來世、前世、營養、亞特蘭提斯和未來事件等各種主題的問題。凱西是一名虔誠的基督徒和主日學教師，他說他的讀數來自他探索夢境的潛意識，他說在夢境中所有的思想都是永恆相連的。凱西成立了一個非營利組織——研究與啟蒙協會，以記錄和促進對他的通靈的研究，並將其用於醫院。凱西被稱為「沉睡的先知」（The Sleeping Prophet），這是記者傑斯·史蒂恩於1967年出版的凱斯傳記的標題。作家邁克爾·約克等宗教學者和思想家認為，凱西是新紀元運動的創始人，也是新紀元運動許多特色信仰的主要來源。

## 大眾文化
- 遊戲精靈寶可夢系列中的虛構寶可夢凯西取名自愛德加·凱西。

## 外部連結
- All books ever published about Edgar Cayce (in several languages) （页面存档备份，存于）
- Comprehensive listing of all health products and remedies recommended by Cayce in his readings[]